# Chyby (film)
Chyby je český film režiséra Jana Prušinovského z roku 2021. Vypráví o milenecké dvojici, kterou dostihne, že dívka Ema v minulosti natočila porno. 
Film byl nominován na 8 Českých lvů, proměnil jednu nominaci pro nejlepší herečku v hlavní roli (Pavla Gajdošíková). Gajdošíková za svůj herecký výkon rovněž získala Cenu české filmové kritiky.

## Výroba
Film se točil v reálných lokacích v Příbrami, Berouně, Kublově nebo v Žilině.

## Obsazení
| Pavla Gajdošíková  | prodavačka Ema               |
| Jan Jankovský      | Tomáš Kadlec                 |
| Monika Načeva      | Zdena, matka Tomáše          |
| Ivo Gogál          | Dušan, nevlastní otec Tomáše |
| Ondřej Kokorský    | Igor, kamarád Tomáše         |
| Michaela Petřeková | Ilona, milenka Tomáše        |
| Karolína Frydecká  | Renata, matka Emy            |
| Jan Kolařík        | hostinský Pavel Kloc         |
| Eva Hacurová       | Věra, kamarádka Emy          |
| Marta Dancingerová | Jarka, kamarádka Emy         |
| Slávek Bílský      | Karel, partner Věry          |
| Vít Roleček        | pumpař Marek                 |
| Kryštof Rímský     | režisér Alfa                 |

## Recenze
- Rimsy, MovieZone.cz
- František Fuka, FFFilm
- Mirka Spáčilová, iDNES.cz
- Tomáš Stejskal, Aktuálně.cz
- Josef Chuchma, Art.ceskatelevize.cz